# Bubo
Bubo (død 734, også stavet Bobbo, Poppo eller Popo), var en hedensk hertug (dux) over friserne i det tidlige 8. århundrede. Han er den første regent, hvis navn er kendt efter Radbod (død 719). Han anerkendte ikke frankisk overherredømme, og hans område omfattede formentlig kun den nordlige del af Radbods Frisland. Han blev besejret i en kort krig med Karl Martell, hertug over frankerne, i den Slaget ved Boarn. De frankiske kronikører, så som Fredegars fortsættelse, Vita Willibroridi af Alcuin og Annales Mettenses priores, skildrer Bubo som oprører og den frankiske invasion som en retfærdig krig.
Der var et oprør, sandsynligvis ikke ledet af Bubo, mod frankisk styre i regionen Westergo i 733, hvilket Karl nedkæmpede. Indbyggerne gav gidsler, konverterede til kristendommen og anerkendte frankisk overherredømme, men efter ar Karl forlod dem, blev de straffet af deres frænder friserne. Det næste år, 734, gjorde friserne oprør igen, denne gang under Bubos ledelse. Karl samlede en stor flåde og hær og forberedte en flådeinvasion. Indledende landinger på Westergo og Ostergo mødte ingen modstand, da Karls mål var at bringe Bubo til underkastelse. Denne gang blev ingen straffeforanstaltninger truffet mod friserne. Karls og Bubos hære mødtes på bredden af floden Boarn, måske på Oldeboarn, en af frisernes vigtigste kommercielle centre på det tidspunkt. Frankerne synes at have eftertragtet den handel, der passerede gennem der og gennem Domburg og Dorestad (som de allerede var i besiddelse af). Frankerne byggede en befæstet lejr (Castra) et sted på kysten, og den frisiske hær blev besejret. Bubo blev dræbt i kamp.
Bubos død markerede en vigtig fase i afviklingen af det frisiske hedenskab. Karl beordrede, at helligdomme (fana) der skulle destrueres, og at bringe tilbage til Frankerriget "en stor masse af byttet" (magna Spolia et praeda). Den latinske titel victor givet ham af kronikører kan indikere, at han fejrede en triumf i romersk stil efter sin hjemkomst.